# Maison des métallos
La Maison des métallos (anciennement Maison des métallurgistes) est un bâtiment situé 94 rue Jean-Pierre-Timbaud dans le 11e arrondissement de Paris, en France.
La Maison des métallos est un établissement culturel de la mairie de Paris soutenu par le conseil régional d'Île-de-France dans le cadre du dispositif de la permanence artistique.

## Histoire
Le bâtiment est construit en 1881 pour la manufacture d'instruments de musique Gautrot, qui prend ensuite le nom de Couesnon.
Il est vendu en 1936 à l'Union fraternelle des métallurgistes (UFM), une branche de la CGT,. Inaugurée le 2 mai 1937 en présence de nombreuses personnalités, la Maison des métallurgistes rassemble les services administratifs et de documentation du syndicat, des salles de réunion, un conseil juridique, une cantine, une librairie, une salle de sports et une salle de musique. Elle abrite également le siège de la caisse primaire des métallurgistes pour les assurances sociales et de la mutuelle du métallurgiste.
L'UFM met en vente une partie des bâtiments en 2000 et après des actions menées par les associations de l'arrondissement (dont le comité des Métallos), soutenues par l’UFM, la Ville de Paris rachète les locaux en juillet 2001.
Une lyre en fer forgé, toujours en place au-dessus du portail d’entrée, rappelle la première destination de l'établissement. Les façades et toitures des bâtiments sont inscrits au titre des monuments historiques en 2000.
Chaque mois, une équipe artistique investit la Maison et conçoit avec l'équipe du lieu une programmation autour d'un thème, intégrant différentes propositions — en plus de spectacles — pour inventer d’autres actes artistiques et d’autres formes de rencontre.

## Photos

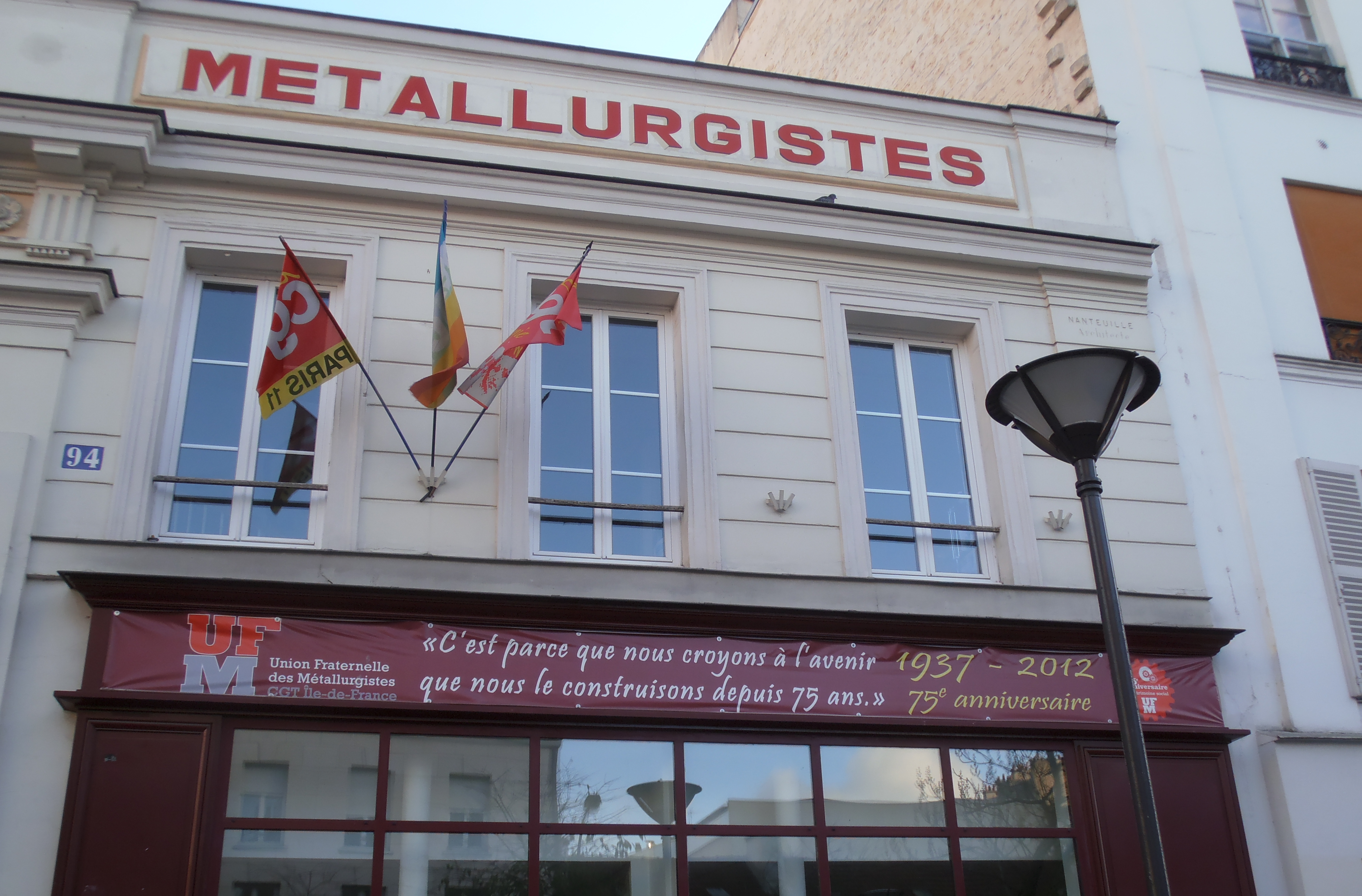
Façade.
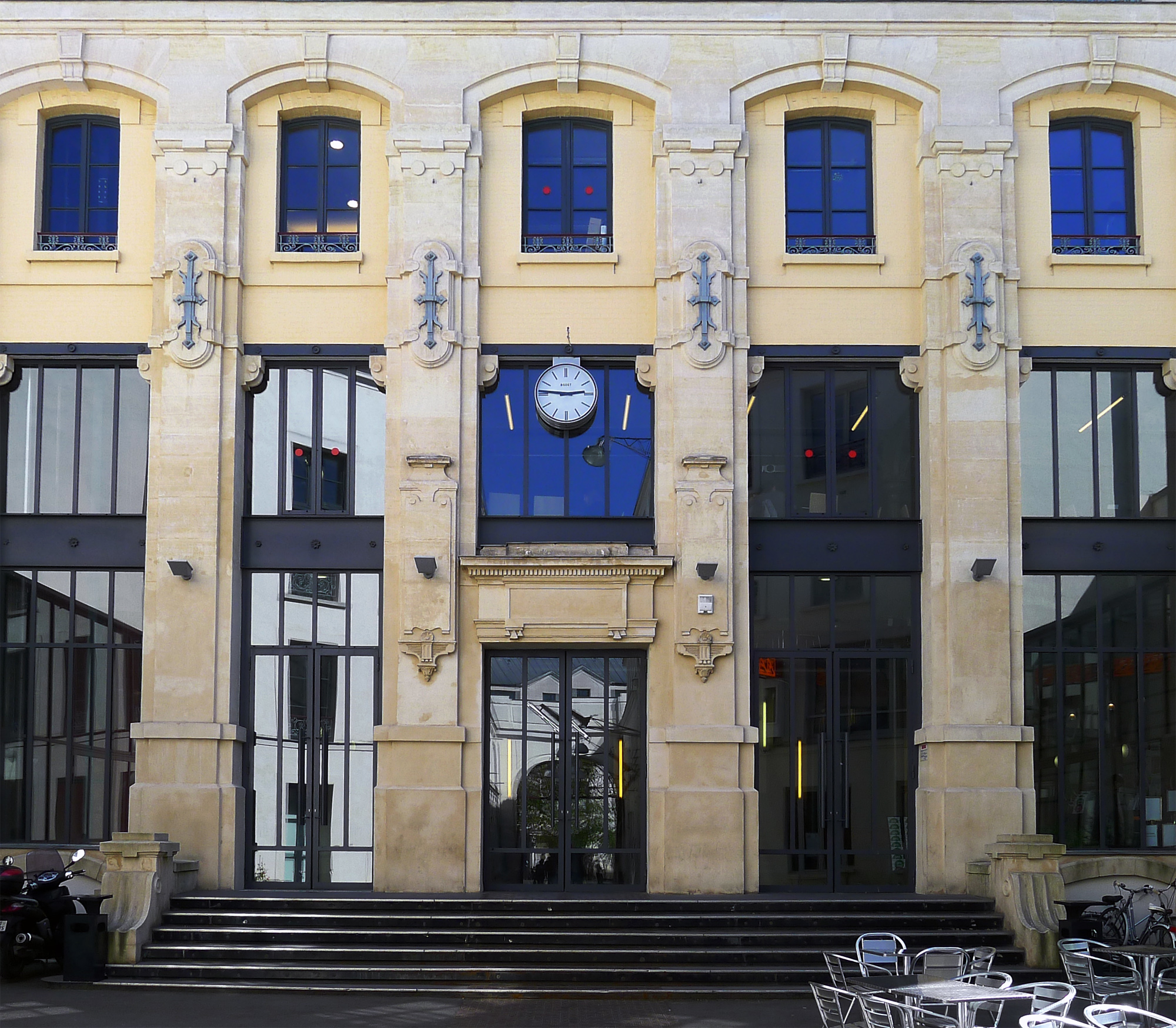
Façade sur cour.
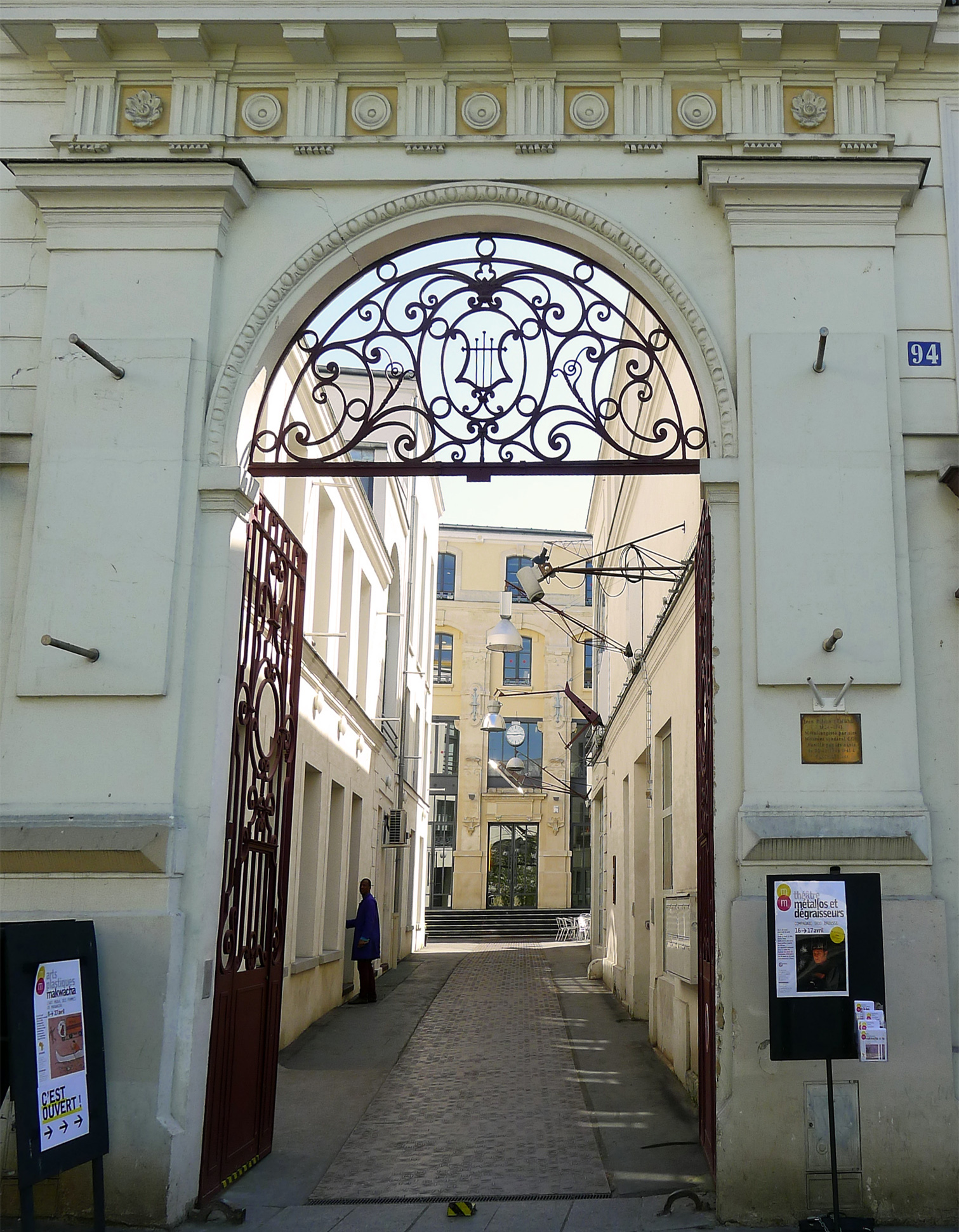
Portail d'entrée et cour.
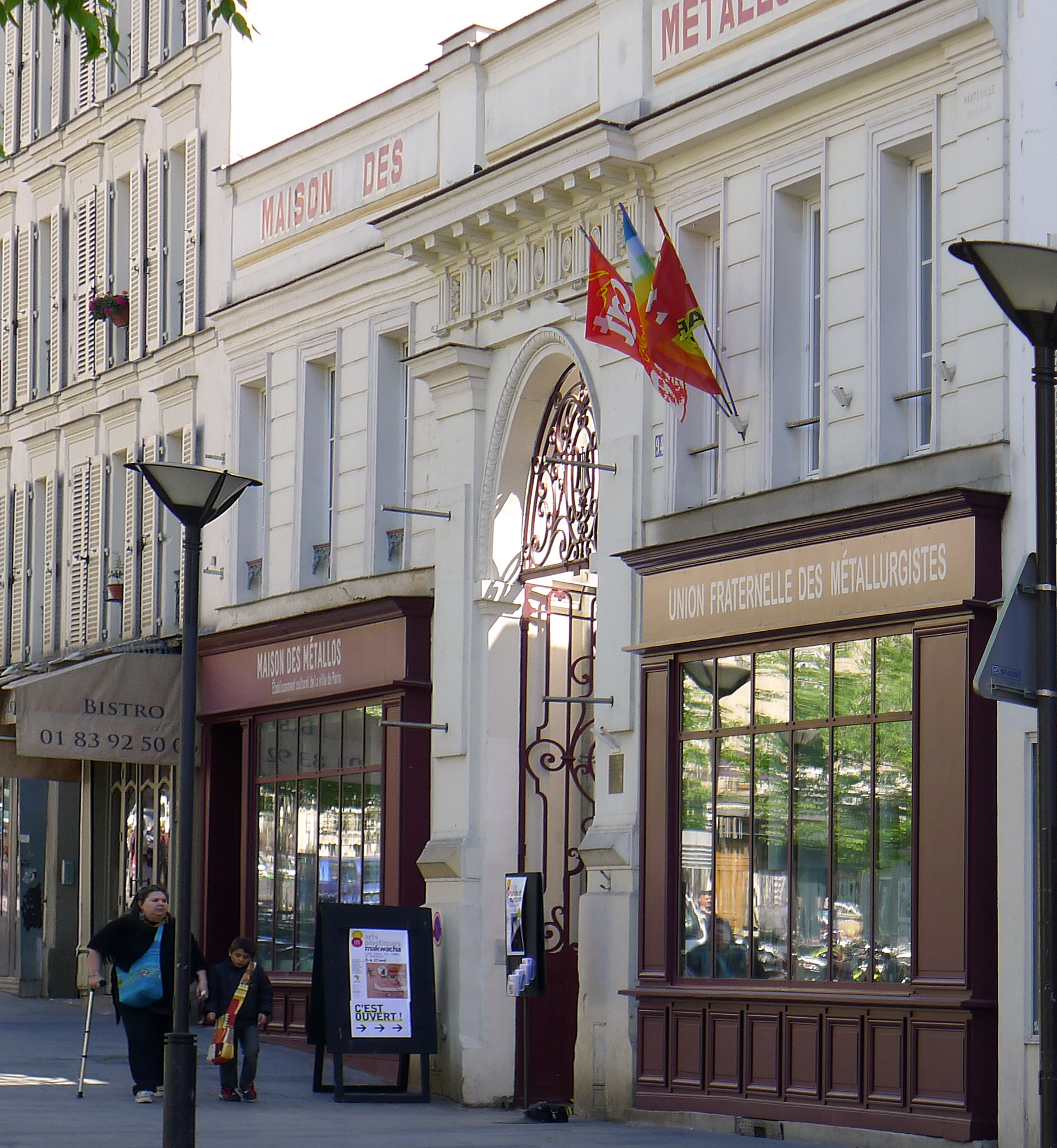
Façade sur rue.